# Ménisque articulaire
Un ménisque articulaire est un fibrocartilage en forme de croissant qui s'interpose partiellement entre les os composant une jointure synoviale dans la cavité articulaire.
Chez l'humain, il en existe deux dans l'articulation fémoro-tibiale : un latéral et un médial.
Chez d'autres animaux, ils peuvent être présents dans d'autres articulations.
Il permet de rétablir la congruence entre les surfaces articulaires.